# Betesfa Getahun
Betesfa Getahun (20 gennaio 1998) è un maratoneta e mezzofondista etiope.

## Palmarès
| Anno | Manifestazione             | Sede     | Evento      | Risultato | Prestazione | Note                          |
| ---- | -------------------------- | -------- | ----------- | --------- | ----------- | ----------------------------- |
| 2017 | Mondiali di cross          | Kampala  | Corsa U20   | 4º        | 22'58"      |                               |
| 2017 | Mondiali di cross          | Kampala  | A squadre   | Oro       | 17 p.       |                               |
| 2018 | Mondiali di mezza maratona | Valencia | Individuale | 6º        | 1h00'54"    | Miglior prestazione personale |
| 2018 | Mondiali di mezza maratona | Valencia | A squadre   | Oro       | 3h02'14"    |                               |

## Campionati nazionali
2018
- Argento ai campionati etiopi di mezza maratona - 1h01'33"

## Altre competizioni internazionali
2018
- 8º alla Mezza maratona di Delhi ( Delhi) - 1h00'48"
- 11º alla Mezza maratona di Copenaghen ( Copenaghen) - 1h00'26"

2019
- 4º alla Maratona di Amsterdam ( Amsterdam) - 2h05'28"
- 14º alla Mezza maratona di Lisbona ( Lisbona) - 1h00'57"
- Bronzo alla Mezza maratona di Barcellona ( Barcellona) - 1h01'07"

2021
- Argento alla Maratona di Vienna ( Vienna) - 2h09'42"